# Nadalou
Le Nadalou ou Briax est une rivière du sud de la France affluent du Girou sous-affluent de l'Hers-Mort sous-affluent de la Garonne.

## Géographie
De 11,3 km de longueur, il prend sa source sur la commune de Lacougotte-Cadoul, dans le Tarn sous le nom de ruisseau de Briax et se jette dans le Girou en rive droite sur la commune de Bourg-Saint-Bernard dans la Haute-Garonne. Il forme la retenue de Briax ou lac de briax.

## Départements et communes traversées
- Tarn : Viviers-lès-Lavaur, Lacougotte-Cadoul, Lavaur, Belcastel, Teulat, Montcabrier, Bannières.
- Haute-Garonne : Bourg-Saint-Bernard.

## Principaux affluents
- Ruisseau de Pierreyot 2,1 km
- Ruisseau de Bernède 2,1 km
- Ruisseau de Poumarès 1,8 km
- Ruisseau de Nègue Lase 1,8 km